# Бредаль, Александр ван
Александр ван Бредаль (нидерл. Alexander van Bredael; 1 апреля 1663 год, Антверпен — 14 июля 1720 год, там же) — фламандский художник из семейной династии; отец живописца Яна ван Бредаля.
Писал пейзажи, виды Италии, ярмарки и тому подобные картины.